# هارو پرسنل
هارو پرسنل (به انگلیسی: Harve Presnell) (زاده ۱۴ سپتامبر ۱۹۳۳-درگذشته ۳۰ ژوئن ۲۰۰۹)، بازیگر آمریکایی بود.
از فیلم‌های معروف او می‌توان به بازی در فیلم پچ آدامز، مرد خانواده، تمام جهان پهناور و جولیان پو اشاره کرد.